# Mita Bungaku

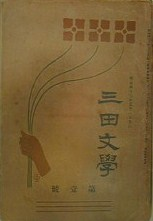
Couverture d'un numéro de la revue

Mita Bungaku (三田文学) est une revue littéraire japonaise fondée en 1910 à l'Université Keiō. Elle publie les premiers travaux de jeunes écrivains japonais tels que Yōjirō Ishizaka, Kyōka Izumi, Hakushū Kitahara, Jun'ichirō Tanizaki, Takitarō Minakami, Masajirō Kojima et Ayako Sono.
Le Mita Bungaku est fondé par l'étudiant et plus tard écrivain Mantarō Kubota et quelques-uns de ses camarades, avec l'aide du professeur Kafū Nagai.

## Source de la traduction
- (en) Cet article est partiellement ou en totalité issu de l’article de Wikipédia en anglais intitulé « Mita Bungaku » (voir la liste des auteurs).